# Зорина, Александра
Александра Зорина (настоящие имя и фамилия — Александра Цвикевич; 1899, Барановичи, Минская губерния, Российская империя — 31 мая 1973, Сан-Рафел, Калифорния, США) — немецкая актриса, звезда немого кино 1920-х — начала 1930 годов.

## Биография
Родилась 17 сентября 1899 года старшим ребёнком в семье Александра и Марии (из рода Михневич) Цвикевич в Барановичах.
В 1917 году семья Александры бежала от революционных потрясений в Польшу, где её старший брат стоматолог Александр Цвикевич открыл практику. В Варшаве её заметил работник киностудии и предложил сняться в кино. На киностудии «Universum Film AG» обратили внимание на молодую актрису, и сразу после окончания войны она переехала в Берлин.
Быстро сделала карьеру и участвовала в фильмах вместе с известными актёрами Харри Лидтке, Эмилем Яннингсом, Астой Нильсен, Лайонелом Берримором, Конрадом Фейдтом и другими.
Считалась одной из самых красивых женщин Европы того времени, была знакома с Сергеем Есениным, Владимиром Набоковым и Фёдором Шаляпиным. Последний даже делал Александре предложение руки и сердца.
В 1922 она познакомилась с кинопродюсером Сергеем Авдеевичем Оцупом (1886—1974), из еврейской купеческой семьи (братом поэта Николая Оцупа). В течение десяти лет Сергей ухаживал за Александрой, и в 1932 году они поженились. Через три года у них родилась дочь Татьяна. У неё было два крестных отца. Одним был звезда немецкого кино Густав Фрёлих, другим — большой друг семьи, сводный брат рейхсмаршала Германа Геринга Альберт. В отличие от своего брата, ближайшего сподвижника фюрера, Альберт Геринг был убеждённым противником фашизма, он помог покинуть Германию многим евреям, во время войны оказывал помощь участникам чешского сопротивления.
В 1939 году её мужу Сергею Оцупу под предлогом «деловой поездки» удалось с помощью Альберта Геринга и брата Александры Зориной выехать из Германии в Испанию. Туда же за ним должны были последовать его жена и дочка. В силу еврейского происхождения оставаться в Германии Оцупу и членам его семьи было опасно. Но начавшаяся Вторая мировая война помешала осуществлению этих планов. Больше Сергей Оцуп, оставшийся в Испании, с женой и ребёнком никогда не встретился.
В Берлине А. Зорина работала переводчиком иностранных фильмов. После бомбардировок города в 1943 году Александра Зорина оставила столицу Рейха, переезжала с места на место, и наконец, в 1945 году оказалась в лагере для беженцев возле Касселя.
В 1949 году Александра Зорина с дочкой переехали в США и поселились в Сан-Франциско. Там Зорина работала няней, кухаркой, медсестрой в больнице, уборщицей и маркировщицей.
Умерла в 1973 году в Сан-Рафеле, штат Калифорния.

## Творчество
С 1918 года снималась в немецких и чехословацких фильмах под псевдонимом Александра Зорина. Творческая активность прервалась в 1932 году.

## Фильмография
- 1918/1919 — Карусели жизни / Das Karussell des Lebens
- 1920 — Засада / Czaty (Польша) — Мария, дочь Мечника (в титрах Aleksandra Ćwikiewicz)
- 1921 — На ясном берегу / Na jasnym brzegu (Польша) — Марыня-Мария Церви
- 1921 — Трагедия России и её три эпохи / Tragedia Rosji i jej trzy epoki (Польша) в титрах Александра Цвикевич
- 1922 — Пётр Великий / Peter der Große — Ефросинья
- 1923 — Деньги дьявола / Der Geldteufel — Maрлен Ципроен
- 1924 — Жизнь как дом / Das Haus am Meer — Ginos Ehefrau
- 1924 — Руки Орлака / Orlacs Hände — Ивона Орлак
- 1924 — Жемчужины доктора Талмадже / Die Perlen des Dr. Talmadge
- 1924 — Малайская джонка /Die malayische Dschonke
- 1925 — Тайна старой девы / Das Geheimnis der alten Mamsell — Toра Бринк, (в титрах: Агнесс Сориана)
- 1925 — Женщина с плохой репутацией / Die Frau mit dem schlechten Ruf — Герминия Бартон
- 1925 — Господин генеральный директор / Der Herr Generaldirektor — Ханна Вейль
- 1925 — Принцесса цирка / Die Zirkusprinzessin
- 1926 — Поклонники солнца / Vyznavaci slunce — баронесса Taмонова, (в титрах: Ника Зорина)
- 1927 — Аннушка, что с тобой будет ? / Hanicko, co s tebou bude ?
- 1928 — Любовные приключения Распутина / Rasputins Liebesabenteuer — актриса Варварова
- 1928 — Самая красивая женщина в Париже / Die schönste Frau von Paris
- 1932 — Распутин: Демон женщин / Rasputin, Dämon der Frauen — Анна Вырубова